# Сюань У-ді (Північна Вей)
Сюань У-ді (кит. трад.: 魏宣武帝; піньїнь: Xuanwudi; 483  — 5 лютого 515) — 8-й імператор Північної Вей у 499—515 роках. Храмове ім'я Шіцзун.

## Життєпис

### Молоді роки
Походив з роду Юань (Тоба). Другий син імператора Сяо Вень-ді. При народженні отримав ім'я Ко (Коу). У 496 році було придушено змову спадкоємця трону Юань Сіня, після чого Юань Ко призначено спадкоємцем трону. Придворні інтриги і далі вирували, але Ко вдалося зберегти свій статус. У 499 році після смерті батька під час походу проти Південної Ці стає новим імператором під ім'ям Сюань У-ді.

### Володарювання
Спочатку імператор завершив війну проти Південної Ці, оскільки військо Північної Вей несло втрати без особливих успіхів. Втім влада фактично опинилася у стрийків нового володаря — Юань Сi, князя Санья, Юань Сяна, князя Бейхай, Юань Чена, князя Женьчена, Юань Цзя, князя Гуаняна. Водночас надав трьом вуйкам (братам померлої матері) титули гуна (на кшталт герцога).
У 500 році призначив першим міністром свого стрийка Юань Сє, що був впливовим військовиком та князем. Того ж року, скориставшись розгардіяшем в Південній Ці, війська Сюань У-ді захопили важливе місто Шоуян (в сучасній провінції Аньхой). Втім далі наступ не продовжився.
У 501 році інтриги при імператорському дворі спровокували змову князя Юань Сі, але її було викрито та придушено. Після цього імператор став підозріло ставитися до своїх родичів. При цьому посилився вплив чиновників Ю Лі та Гао Чжао. Невдовзі Сюань У-ді одружився з представницею роду Ю.
У 502 році почалася війна з державою Лян, яка повалила Південну Ці. Втім спроба захопити важливу провінцію Цзян (сучасні Цзянсі й Фуцзянь), але марно.
У 503 році імператор надав військову підтримку князю Сяо Баоїню, який спробував відновити Південну Ці. У 504 році було завдано поразку державі Лян, захоплено місто Іян (у сучасній провінції Хенань).
У 504 році за звинувачення в корупції було покарано імператорського вуйка Гао Чжао, який помер простолюдином. Після цього Сюань У-ді наказав перевести своїх стрийків фактично під домашній арешт. Того ж року на бік Північної Вей перейшов губернатор м. Наньчжен (у сучасній провінції Шеньсі) Сяхоу Даоцянь. Спроби лянського імператора У-ді відбити землі у 505—507 роках виявилися невдалими.
У 506 році було приєднано напівнезалежну дійську державу Чоучі (натериторії сучасної провінції Ганьсу). У 507 році Сюань У-ді визнав державу Лян, після невдалої військової кампанії цього ж року.
Восени 508 році повстав молодший брат імператора Юань Ю, який в провінції Сінду оголосив себе імператором. В ций ситуації стрийко Гао Чжао звинувати імператорського стрийка Юань Сє в змові з Юань Сє. Сюань У-ді наказав останнього вчинити самогубство, чим послабив військо. Проте повстання Юань Ю вдалося придушити, а самого Ю стратити.
У 512 році призначив молодшого сина Юань Сюя спадкоємцем трону, скасувавши споконвічний звичай самогубства матері спадкоємця трону. У 514 році Сяо У-ді розпочав нову війну проти Лян, але у лютому 515 року раптово помер. Новим імператором став Сяо-мін-ді.